# 平海卫城隍庙
平海卫城隍庙，位于中国福建省莆田市秀屿区平海镇平海村，为一个省级文物保护单位，类型为古建筑，为第七批福建省文物保护单位，公布时间为2009年11月16日。
平海卫城隍庙的历史年代为明、清。城隍是中国宗教文化中普遍崇祀的重要神祇，大多都是由有功于该地方民众的名臣英雄来担任，是中国宗教信仰中和道教信奉守护城池之神。